# Jeremias Eißler
Jeremias Eißler (* in Nürnberg; † 1702 ebenda) war Goldschmied, Bildhauer, Wachsbossierer, Skulpteur und Medailleur des Barock. Er arbeitete bei Georg Schweigger, dessen Schüler er war und dessen Werkstatt er auch nach dessen Tod übernahm und bis 1702 weiterführte.

## Werke
- Neptunbrunnen, 1652–1660, Bronze, Schloss Peterhof bei St. Petersburg (Zweitguss in Nürnberg) als Geselle Schweiggers.